# غيل غراينجر
غيل غراينجر (بالإنجليزية: Gail Grainger)‏ هي ممثلة بريطانية، ولدت في 1950.

## وصلات خارجية
- غيل غراينجر على موقع IMDb (الإنجليزية)
- غيل غراينجر على موقع قاعدة بيانات الفيلم (الإنجليزية)